# Andreas Gerold

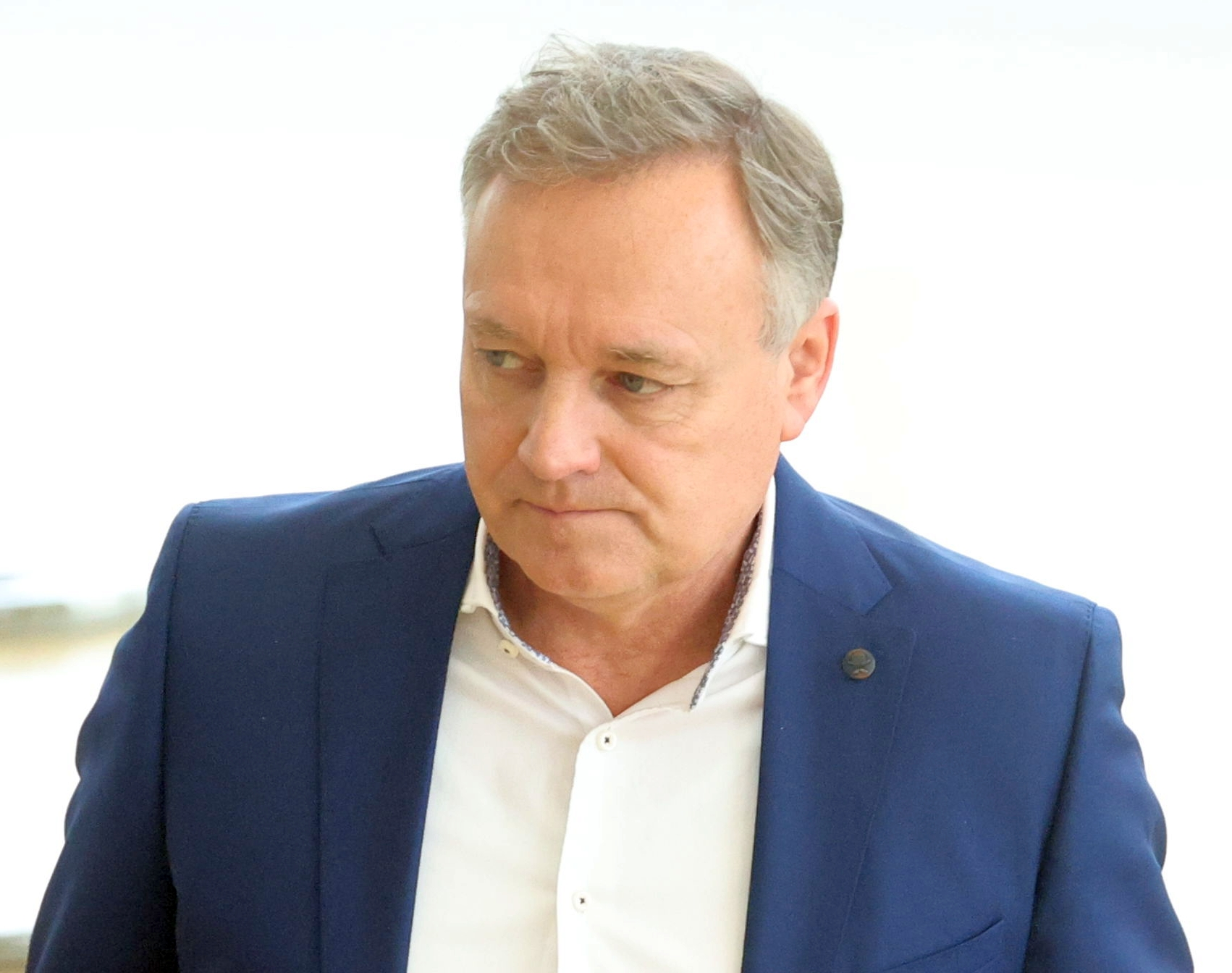
Andreas Gerold (2024)

Andreas Gerold (* 1963 in Meerane) ist ein deutscher Politiker (AfD). Er ist seit 2024 Mitglied des Sächsischen Landtags.

## Leben
Gerold absolvierte von 1982 bis 1984 eine Schlosserlehre. Von 1985 bis 1987 absolvierte er ein Studium zum Industriemeister Metallbau. Von 1987 bis 1989 leistete er Wehrdienst bei der Nationalen Volksarmee. Von 1989 bis 1992 war er als Meister in einem Fensterbaubetrieb in Schmölln tätig. Von 1992 bis 1995 war er Bauleiter eines Hochbauunternehmens in Meerane. Von 1995 bis 2005 war er Bauleiter eines Dachbaubetriebs. Seit 2005 ist er als Versicherungsmakler tätig.
Gerold ist verheiratet und Vater einer Tochter.

## Politik
Gerold ist seit 2016 Mitglied der AfD. Seit 2019 ist er Fraktionsvorsitzender der AfD-Stadtratsfraktion Meerane und der AfD-Kreistagsfraktion im Landkreis Zwickau. Gerold kandidierte 2020 erfolglos bei der Oberbürgermeisterwahl in Zwickau und 2022 erfolglos bei der Landratswahl im Landkreis Zwickau. Seit 2022 ist er zudem Mitglied des Landesvorstands der AfD Sachsen.
Bei der Landtagswahl in Sachsen 2024 kandidierte Gerold im Wahlkreis Zwickau 4 und auf Platz 21 der AfD-Landesliste. Er wurde über die Liste in den Landtag gewählt.